# Ларба (посёлок)
Ла́рба — посёлок в Тындинском районе Амурской области России. Образует сельское поселение Ларбинский сельсовет.
Посёлок Ларба, как и Тындинский район, приравнен к районам Крайнего Севера.

## География
Расположен в 121 км к западу от районного центра, города Тында, на правом берегу реки Нюкжа. В окрестностях посёлка в Нюкжу впадает река Средняя Ларба.
Через посёлок проходит Байкало-Амурская магистраль. В западном направлении от Ларбы идёт дорога к посёлку Лопча, а на юг — к селу Усть-Уркима, расстояние по лесной дороге — 28 км.

## Инфраструктура
- Станция Ларба; с 1997 года восточный участок БАМа относится к Дальневосточной железной дороге.

## Население
| 2002 | 2010 | 2012 | 2013 | 2014 | 2015 | 2016 | 2017 | 2018 |
| ---- | ---- | ---- | ---- | ---- | ---- | ---- | ---- | ---- |
| 549  | ↘503 | ↘462 | ↘442 | ↘423 | ↘417 | ↘403 | →403 | ↗416 |
| 2018 |      |      |      |      |      |      |      |      |
| →416 |      |      |      |      |      |      |      |      |